# Edward Ingram Watkin
Edward Ingram Watkin, né le 27 septembre 1888 et mort en 1981, est un écrivain et philosophe anglais.

## Biographie
E. I. Watkin étudie à  la St Paul's School de Londres puis au New College d'Oxford. En 1908, Watkin se convertit au catholicisme. En 1916, il s'oppose publiquement à la conscription, position qu'il réitère dans son ouvrage de 1939 The Crime of Conscription.
En 1927, Watkin fait la connaissance du fameux prêtre italien exilé par Mussolini, Don Luigi Sturzo, fondateur du parti populaire italien. Ils tissent des liens d'amitié et Watkin le fera publier plus tard dans la Dublin Review. Il fonde en 1936 avec Eric Gill et Donald Attwater le mouvement pacifiste catholique  de l'entre-deux-guerres Pax. Ce mouvement a reçu le soutien de diverses personnalités chrétiennes plutôt classées à gauche, comme Dorothy Day.
Watkin s'oppose d'emblée au fascisme, et son livre The Catholic Centre comprend une critique de l'Italie fasciste et du Troisième Reich dont il conçoit « la révolte sociale comme étant une atteinte à la raison ».

## Famille
Son grand-père maternel est le journaliste et politicien libéral Herbert Ingram (1811-1860); Edward Watkin (1819-1901), député et patron du chemin de fer britannique, était son grand-oncle du côté de son père.

## Œuvres
- Some Thoughts on Catholic Apologetics: A Plea for Interpretation (1915)
- A Little Book of Prayers for Peace (1916)
- The Philosophy of Mysticism (1920)
- The Bow in the Clouds: An Essay Towards the Integration of Experience (1931)
- A Philosophy of Form (1935)
- Theism, Agnosticism And Atheism (1936)
- Men and Tendencies (1937)
- The Crime of Conscription (1939)
- The Catholic Center (1939)
- Catholic Art and Culture (1942)
- Praise of Glory (1943)
- The Balance of Truth (1943)
- Poets and Mystics (1953)
- Neglected Saints (1955)
- Roman Catholicism in England from the Reformation to 1950 (1957)
- The Church in Council (1960)